# 王大操
王大操（？—），男，中华人民共和国政治人物。曾任辽宁省国土资源厅厅长，朝阳市人民政府市长，中共朝阳市委书记，第九届全国人大代表。